# Dylan Groenewegen
Dylan Groenewegen (Amsterdam, 21 juni 1993) is een Nederlands wielrenner die sinds 2022 rijdt voor de in 2023 geheten UCI WorldTeam ploeg Team Jayco AlUla. In 2020 kreeg Groenewegen bijzonder veel aandacht vanwege het veroorzaken van een ernstige crash in de Ronde van Polen waarbij renner Fabio Jakobsen en een official met ernstige verwondingen in het ziekenhuis belandden. Groenewegen kreeg hiervoor een negen maanden lange uitsluiting van de UCI. Hij heeft zes Tour de France etappes en één ploegentijdrit gewonnen. Bovendien heeft hij ook het Nederlands kampioenschap wegwielrennen, vijf dagritten in de Ronde van Noorwegen, vijf etappes in de Ronde van Groot-Brittannië en drie ritten in Parijs-Nice gewonnen.

## Biografie
Groenewegen groeide op in Amsterdam. Zijn vader heeft een fietsenwinkel in de Rivierenbuurt. Zijn opa, Ko Zieleman (1933–2021), bouwde zijn eerste racefiets. Groenewegen wist in 2014, na een jaar eerder tweede te zijn geworden achter Rick Zabel, de belofteversie van de Ronde van Vlaanderen te winnen. Een jaar later versloeg Groenewegen Roy Jans en Tom Boonen in de Brussels Cycling Classic en won zo zijn eerste klassieker.
Dylan Groenewegen heeft een vaste relatie met de Limburgse oud-wielrenster Nine Storms, met wie hij op 29 oktober 2022 trouwde. Het stel heeft samen een zoon.

### 2016
Voor 2016 tekende Groenewegen een contract bij Team LottoNL-Jumbo. Voor deze ploeg wist hij in de Ronde van Valencia de eerste overwinning van het seizoen te behalen. Een maand later behaalde hij in de Driedaagse van West-Vlaanderen zijn tweede seizoensoverwinning. In 2016 ging hij als favoriet van start op de NK wielrennen en kroonde zich daar tot Nederlands kampioen.

### 2017
In 2017 won Groenewegen de eerste etappe van de Ronde van Yorkshire. Daarop volgde de overwinning in de Heistse Pijl en schreef hij de Ronde van Keulen op zijn naam door André Greipel te verslaan. Hij zette zijn overwinningenreeks voort in de Ster ZLM Toer door de derde etappe en het puntenklassement te winnen. Hij mocht namens Team LottoNL-Jumbo deelnemen in de Tour de France en pakte daar enkele top-10 klasseringen in daguitslagen. Hij zette de Arnhem-Veenendaal Classic voor de tweede keer op zijn palmares. Hij ging van start in de Tour of Britain, waar hij de vierde etappe won. In de eerste etappe van de Eneco Tour wist hij zijn eerste World Tourzege te behalen, na in een massasprint Nacer Bouhanni en wereldkampioen Peter Sagan af te troeven. Op 23 juli 2017 won hij in de Ronde van Frankrijk de slotetappe op de Champs-Élysées in Parijs. Op het NK wielrennen van 2017 werd Groenewegen derde.

### 2018
Op 18 mei 2018 won Groenewegen de derde etappe in de Ronde van Noorwegen, waarmee hij de leiderstrui heroverde. De renner van Lotto-Jumbo won in 2017 al de rit naar Sarpsborg en ook dit keer was hij de snelste in de massasprint. In de 175 kilometer lange etappe, met op 20 kilometer van de meet een klimmetje van 1 kilometer als enige obstakel, werden vier vluchters pas in de slotkilometer achterhaald. Groenewegen bleef daarna de Noren Edvald Boasson Hagen en Sondre Holst Enger voor.
In de Tour de France van 2018 bevestigde Dylan Groenewegen zijn status als een van de beste sprinters ter wereld door de 7e en 8e etappe te winnen. Namens Nederland waren eerder enkel Joop Zoetemelk en Jan Raas die hem dit voordeden.

### 2019
Ook in 2019 begon Groenewegen voortvarend met waar hij in 2018 mee bezig was: het pakken van sprintoverwinningen. Hierbij viel vooral in het voorjaar zijn tweede zege in Parijs-Nice op. Na een chaotische waaieretappe was hij als enige pure sprinter overgebleven in een elitegroep van 7 met onder anderen Philippe Gilbert, Michał Kwiatkowski, Matteo Trentin en Luis León Sánchez en won met overtuiging de sprint. Na vier dagen in de leiderstrui en een dag in de groene puntentrui stapte hij af, waarna hij - tegen de eerste plannen in - toch deelnam aan Milaan-San Remo en een aantal Vlaamse wedstrijden. Op 12 juli 2019 won Dylan Groenewegen de sprint van Caleb Ewan in de zevende etappe van de Tour de France van Belfort naar Chalons-sur-Saône. Na tegenvallende resultaten in de BinckBank Tour en het EK wielrennen in Alkmaar, wist hij zich te revancheren met drie etappezeges in de Tour of Britain. Tijdens zijn laatste wedstrijd van het seizoen knoopte hij er nog een overwinning aan vast in de Tacx Pro Classic. Daardoor mocht Groenewegen zich met vijftien seizoensoverwinningen de zegekoning van het wielerjaar 2019 noemen; niemand won meer UCI-koersen dan hij deed.

### Crash Ronde van Polen
Bij de eerste etappe van de Ronde van Polen op 5 augustus 2020 was Groenewegen betrokken bij een botsing met collega-renner Fabio Jakobsen. De botsing vond plaats tijdens de eindsprint in Katowice, vlak voor de finish, waar renners een snelheid van 80 kilometer per uur kunnen halen. Jakobsen wilde Groenewegen inhalen tussen Groenewegen en de hekken, maar Groenewegen week van zijn lijn af, maakte zich breed en leek ook een elleboog te gebruiken. Jakobsen vloog hierbij in de hekken, knalde tegen de finishboog en raakte een official, en werd later zwaargewond naar het ziekenhuis afgevoerd met levensbedreigende verwondingen en daar in een kunstmatig coma gehouden. De toestand van Jakobsen werd later 'stabiel' genoemd, met ernstige verwondingen aan schedel en gezicht.
Groenewegen viel zelf ook en brak zelf zijn sleutelbeen. Hij kwam wel als eerste over de finish, maar werd later gediskwalificeerd. De internationale wielerfederatie UCI noemde de actie van Groenewegen 'onacceptabel' en speelde de kwestie door naar de tuchtcommissie. Groenewegen werd schuldig bevonden aan het veroorzaken van het ongeval en kreeg hiervoor een negen maanden lange uitsluiting van de UCI. Dit ongeluk werd onderwerp van discussie over de veiligheid in koersen in het algemeen en de finishzone specifiek. Ook de eindsprint in de Ronde van Polen, "The fastest finish in the World Tour", is onderdeel van de controverse.

## Overwinningen
2011 - 2 zeges
1e etappe Driedaagse van Axel
2e etappe Luik-La Gleize
2013 - 2 zeges
Ronde van Noord-Holland
Kernen Omloop Echt-Susteren
2014 - 2 zeges
2e etappe Ronde van Normandië
Omloop van de Glazen Stad
2015 - 2 zeges
Arnhem-Veenendaal Classic
Brussels Cycling Classic
2016 - 11 zeges
3e etappe Ronde van Valencia
1e etappe Driedaagse van West-Vlaanderen
1e etappe Ronde van Yorkshire
Puntenklassement Ronde van Yorkshire
Heistse Pijl
Ronde van Keulen
3e etappe Ster ZLM Toer
Puntenklassement Ster ZLM Toer
 Nederlands kampioen op de weg, Elite
Arnhem-Veenendaal Classic
4e etappe Ronde van Groot-Brittannië
Puntenklassement Ronde van Groot-Brittannië
1e etappe Eneco Tour
Eurométropole Tour
2017 - 8 zeges
Jongerenklassement Ronde van Dubai
1e etappe Ronde van Yorkshire
2e en 4e etappe Ronde van Noorwegen
2e en 3e etappe Ster ZLM Toer
Puntenklassement Ster ZLM Toer
21e etappe Ronde van Frankrijk
7e etappe Ronde van Groot-Brittannië
5e etappe Ronde van Guangxi
2018 - 14 zeges
1e etappe Ronde van Dubai
1e en 4e etappe Ronde van de Algarve
Kuurne-Brussel-Kuurne
2e etappe Parijs-Nice
1e, 3e en 4e etappe Ronde van Noorwegen
2e etappe Ronde van Slovenië
7e en 8e etappe Ronde van Frankrijk
Veenendaal-Veenendaal Classic
Kampioenschap van Vlaanderen
1e etappe Ronde van Guangxi
2019 - 16 zeges
5e etappe Ronde van Valencia
4e etappe Ronde van de Algarve
1e en 2e etappe Parijs-Nice
Driedaagse Brugge-De Panne
1e, 2e en 3e etappe Vierdaagse van Duinkerke
1e en 2e etappe Ster ZLM Toer
Puntenklassement Ster ZLM Toer
2e (ploegentijdrit) en 7e etappe Ronde van Frankrijk
1e, 3e en 5e etappe Ronde van Groot-Brittannië
Tacx Pro Classic
2020 - 3 zeges
1e en 3e etappe Ronde van Valencia
Puntenklassement Ronde van Valencia
4e etappe Ronde van de Verenigde Arabische Emiraten
2021 - 3 zeges
1e en 4e etappe Ronde van Wallonië
Puntenklassement Ronde van Wallonië
1e etappe Ronde van Denemarken
2022 - 7 zeges
3e en 5e etappe Ronde van Saoedi-Arabië
Sprintklassement Ronde van Saoedi-Arabië
4e etappe Ronde van Hongarije
Veenendaal-Veenendaal Classic
2e etappe Ronde van Slovenië
3e etappe Ronde van Frankrijk
2e etappe Arctic Race of Norway
2023 - 6 zeges
1e etappe Ronde van Saoedi-Arabië
Puntenklassement Ronde van Saoedi-Arabië
5e etappe Ronde van de Verenigde Arabische Emiraten
1e etappe Ronde van Hongarije
Veenendaal-Veenendaal Classic
1e en 2e etappe Ronde van Slovenië
2024 - 5 zeges
Clàssica Comunitat Valenciana
Ronde van Limburg
1e etappe Ronde van Slovenië
 Nederlands kampioen op de weg, elite
6e etappe Ronde van Frankrijk
2025 - 3 zeges
4e etappe Ronde van Hongarije
1e en 3e etappe Ronde van Slovenië
Totaal = 83 zeges

## Resultaten in voornaamste wedstrijden
| Jaar | Ronde van Italië | Ronde van Frankrijk | Ronde van Spanje |
| ---- | ---------------- | ------------------- | ---------------- |
| 2015 |                  |                     |                  |
| 2016 |                  | 160e                |                  |
| 2017 |                  | 156e (1)            |                  |
| 2018 |                  | opgave (2)          |                  |
| 2019 |                  | 145e (1)            |                  |
| 2020 |                  |                     |                  |
| 2021 | opgave           |                     |                  |
| 2022 |                  | 117e (1)            |                  |
| 2023 |                  | 137e                |                  |
| 2024 |                  | 135e (1)            |                  |
| 2025 |                  | 150e                |                  |

| Jaar | Milaan-San Remo | Gent-Wevelgem | Ronde van Vlaanderen | Parijs-Roubaix | Parijs-Tours | Kuurne-Brussel-Kuurne | Cyclassics Hamburg |  | WK op de weg |  | Wereldranglijsten    |
| ---- | --------------- | ------------- | -------------------- | -------------- | ------------ | --------------------- | ------------------ |  | ------------ |  | -------------------- |
| 2015 |                 | opgave        | opgave               |                |              | opgave                |                    |  |              |  | 156e (UWR)           |
| 2016 |                 |               |                      |                |              | 4e                    | 6e                 |  | 37e          |  | 105e (UWT) 31e (UWR) |
| 2017 |                 | 80e           |                      | 47e            | 19e          | 18e                   | ↑                  |  |              |  | 60e (UWT) 44e (UWR)  |
| 2018 |                 | 93e           |                      | 44e            | 80e          | ↑                     |                    |  |              |  | 97e (UWT) 54e (UWR)  |
| 2019 | 78e             |               |                      |                |              | 4e                    |                    |  |              |  | 28e (UWR)            |
| 2020 |                 |               |                      |                |              |                       |                    |  |              |  | 411e (UWR)           |
| 2021 |                 |               |                      | 80e            |              |                       |                    |  |              |  | 206e (UWR)           |
| 2022 |                 | opgave        |                      |                |              |                       |                    |  |              |  | 36e (UWR)            |
| 2023 |                 | 44e           |                      |                |              |                       |                    |  |              |  | 56e (UWR)            |
| 2024 |                 | 9e            |                      |                |              |                       |                    |  |              |  |                      |
| 2025 |                 |               |                      |                |              |                       |                    |  |              |  |                      |

| Resultaten in kleinere rondes |                 |                    |                      |             |                     |                    |                      |                     |               |                            |                |                   |
| Jaar                          | Ronde van Dubai | Ronde van Valencia | Ronde van de Algarve | Parijs-Nice | Ronde van Noorwegen | Ronde van Slovenië | Ronde van Californië | Ronde van Yorkshire | Ster ZLM Toer | Ronde van Groot-Brittannië | BinckBank Tour | Ronde van Guangxi |
| 2016                          |                 | 160e (1)           | 111e                 |             |                     |                    | 99e                  | 55e (1)             | 45e (1)       | 61e (1)                    | 26e (1)        |                   |
| 2017                          | 2e              |                    | DNF                  | 116e        | 64 (2)              |                    |                      | 66e (1)             | 77e (2)       | DNF (1)                    | 77e            | 40e (1)           |
| 2018                          | 2e (1)          |                    | 124e (2)             | DNF (1)     | DNF (3)             | 114e (1)           |                      |                     |               |                            | DNF            | 91e (1)           |
| 2019                          |                 | 114e (1)           | 118e (1)             | DNF (2)     |                     |                    |                      |                     | 7e (2)        | 67e (3)                    | DNF            |                   |
| 2020                          |                 | 128e (2)           |                      |             |                     |                    |                      |                     |               |                            |                |                   |
| 2021                          |                 |                    |                      |             |                     |                    |                      |                     |               |                            |                |                   |
| 2022                          |                 |                    |                      | DNF         |                     | 76e (1)            |                      |                     |               |                            |                |                   |
| 2023                          |                 |                    |                      |             |                     | DNF (2)            |                      |                     |               |                            | 76e            |                   |
| 2024                          |                 |                    |                      | opgave      |                     | 112e (1)           |                      |                     |               |                            | opgave         |                   |

## Ploegen
- begonnen bij WTC De Amstel
- 2012 –  Cyclingteam De Rijke-Shanks
- 2013 –  Cyclingteam De Rijke-Shanks
- 2014 –  Cyclingteam De Rijke
- 2015 –  Roompot Oranje Peloton
- 2016 –  Team LottoNL-Jumbo
- 2017 –  Team LottoNL-Jumbo
- 2018 –  Team LottoNL-Jumbo
- 2019 –  Team Jumbo-Visma
- 2020 –  Team Jumbo-Visma
- 2021 –  Team Jumbo-Visma
- 2022 –  Team BikeExchange Jayco
- 2023 –  Team Jayco AlUla
- 2024 –  Team Jayco AlUla
- 2025 –  Team Jayco AlUla